# アレクサンダーの饗宴

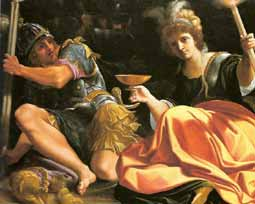
アレクサンドロスとタイス、ルドヴィコ・カラッチ画（1611年）

『アレクサンダーの饗宴』（Alexander's Feast）HWV 75は、ゲオルク・フリードリヒ・ヘンデルが1736年に作曲した、全2部からなる英語の世俗的頌歌。副題は『音楽の力』(The Power of Music)。
聖セシリアの日（11月22日）を祝うためジョン・ドライデンによって書かれた同名の頌歌（1697年）を原作とし、ティモテオスが音楽によってアレクサンドロス3世をさまざまな感情に導く様子を描写する。

## 概要
ドライデンによる『アレクサンダーの饗宴』には最初ジェレマイア・クラークが曲をつけ、また1711年にはトマス・クレイトンも作曲している。ヘンデルのものは、ニューバラ・ハミルトンの手によってもとの詩をレチタティーヴォ、アリア、合唱の部分に分けたリブレットが作られ、それに従って作曲された。
ヘンデルは1736年1月17日に作曲を完了し、同年2月19日にコヴェント・ガーデンで初演された。作品は大きな成功をおさめ、翌日の新聞報道によると初演には少なくとも1300人が集まったという。
初演ではアンナ・マリア・ストラーダとセシリア・ヤング（のちにトマス・アーンと結婚）のソプラノ、ジョン・ビアードのテノール、エラードのバスで歌われた。
もともとの詞が音楽の力を描写することに意を用いており、ヘンデルはホルン、チェロ、トランペット、ファゴット、フルート、ハープなどのさまざまな独奏楽器を用いている。またアリアやコーラスはティモテオスの歌の内容に応じて変化に富む。
初演では頌歌そのものに加えて、曲の途中で3つの協奏曲が演奏された。第1部の途中で有名なハープ協奏曲（ハープ、リュート、リリコードその他のための協奏曲、オルガン協奏曲作品4の6の異稿にあたる。HWV 294a）が、第2部の最後の合唱（ハミルトンによって追加された詞による、現在は歌われないことが多い）の前にはオルガン協奏曲（作品4の1、HWV 289）が演奏された。幕間にはイタリア語のカンタータ「チェチーリアよ、まなざしを向けたまえ」(Cecilia, volgi un sguardo、HWV 89) とハ長調の合奏協奏曲HWV 318を演奏し、後者は『アレクサンダーの饗宴』協奏曲として知られる。
『アレクサンダーの饗宴』のフル・スコアは1738年に出版され、150人の予約者に配布された。ただし上記の協奏曲は含まれていない。
『アレクサンダーの饗宴』はその後もしばしば再演され、ヘンデル生前の20年間近くに25回の上演回数を重ねたが、かなりの改作を経ている。1742年にダブリンで演奏されたときにはハミルトンの詞による短い第3部を追加している。1751年3月1日の再演では劇『アルチェステ』のための付随音楽をもとにした『ヘラクレスの選択』という作品が第3部として加えられた。
『アレクサンダーの饗宴』はヘンデルの没後も生き残った曲のひとつであり、1790年にはヴォルフガング・アマデウス・モーツァルトがヴァン・スヴィーテン男爵の演奏会用に編曲している。

## あらすじ

### 第1部
アレクサンドロス王はペルシア王を破った記念の宴会を開き、ティモテオスがリラを弾きながら歌う。音楽はテノールによるレチタティーヴォとそれに続くアリアや合唱の形式を取る。
まず、アレクサンドロスを生き神としてたたえる（ソプラノ）。ついで酒神バッカスをたたえる歌を歌う（バスと合唱、ホルン入り）。
悲しい曲調に変わり、ダレイオス王の死を哀悼する（ソプラノと合唱）。
ふたたび主題が変わり、タイスの愛が歌いあげられる（ソプラノと合唱）。

### 第2部
トランペットとティンパニを加えた激しい伴奏による合唱で軍楽が模される。ティモテオスは戦いに倒れたギリシア人兵士たちについて歌い、復讐の怒りを奮い立たせる（バス）。王はたいまつを手にとり、タイスが先導してペルシアの破壊に向かう（テノール、ソプラノ、合唱）。
リコーダーの伴奏で、テノールはティモテオスが音楽によってさまざまな感情を抱かせることができたことを述べる。ついで合唱がセシリアをたたえ、「ティモテオスは人を天上にあげ、セシリアは天使を地上に降ろした」と歌って曲を終える。